# Галапагосский морской котик
Галапагосский морской котик (лат. Arctocephalus galapagoensis) — вид ластоногих из семейства ушастых тюленей. Относится к роду южных морских котиков.

## Описание
Самый маленький из ушастых тюленей. Окраска шерсти галапагосских морских котиков серо-коричневая. Длина взрослых самцов тюленя достигает 150 см, а вес 64 кг. Самки около 120 см длиной, весят около 28 кг.

## Распространение
Галапагосский морской котик является эндемиком Галапагосских островов. Не мигрирует, всю жизнь проводит недалеко от островов.

## Образ жизни
Более 70 % времени проводят на суше. Питаются в основном многочисленной рыбой и головоногими моллюсками. Пищу добывают ночью, у поверхности океана, редко появляются на глубине более 150 м.